# Miguel Ángel Riau Ferragut
Miguel Ángel Riau Ferragut (Lleida, 27 januari 1989) is een gewezen speler uit het Spaans betaald voetbal.
In 2009 debuteerde hij bij de eerste ploeg van Valencia CF tijdens een vriendschappelijke wedstrijd tegen Al Ain tijdens een wedstrijd voor de Luis Suñer trofee.
Op 30 juni 2010 tekende hij een contract van drie jaar bij FC Cartagena met een optie van terugkoop voor de prijs van 100.000 Euro gedurende de twee eerste seizoenen van het contract. Nadat hij enkel twee keer geselecteerd werd werd hij in januari 2011 uitgeleend aan zijn ploeg van afkomst, Valencia CF Mestalla. Ondanks het feit dat hij maar vier keer in actie kwam, keerde hij voor het seizoen 2011-2012 terug naar de kustploeg uit Cartagena. Toen de ploeg nog in Segunda División A actief was, kwam hij maar sporadisch in actie. Maar toen de ploeg vanaf seizoen 2012-2013 één niveau lager actief was, werd hij een van de smaakmakers van de ploeg uit de Segunda División B. De twee daaropvolgende seizoenen werd telkens de eindronde behaald, maar tweemaal mislukte de promotie. Tijdens zijn laatste bij de havenploeg speelde hij zijn beste seizoen.
Aangezien de speler ambitieus was, tekende hij voor het seizoen 2014-2015 voor CD Sabadell, een ploeg uit de Segunda División A. De ploeg kon zich echter niet handhaven. Doordat de speler geplaagd werd door de gevolgen van een grote blessure, moest hij zijn loopbaan als voetballer stopzetten.
Hij heeft alle categorieën doorlopen van de Spaanse nationale jeugdelftallen.